# Milena (nombre propio)
Milena  es un nombre propio femenino de origen eslavo derivado de “mil” ("gracioso", "placentero", "querido"). Es la forma femenina de los nombres masculinos Milan y Milen. Es popular en países eslavos como Serbia, Montenegro, Polonia, Bulgaria,República Checa, Ucrania, Croacia, Rusia, Armenia, Bielorrusia, e incluso en Colombia, Brasil, Argentina, Chile, Cuba, República Dominicana, Puerto Rico, España, Portugal, Rumania, Grecia, Eritrea e Italia.

## Personajes
- Milena Aran (n. 1967), cantante y filósofa española.
- Milena Baldassarri (n. 16 de octubre de 2001), gimnasta rítmica italiana.
- Milena Canonero (n. 1946), diseñadora de modas italiana.
- Milena Ćeranić (n. 1986), cantante folclórica serbia.
- Milena Doleželová-Velingerová, sinóloga checa.
- Milena Dravić (1940–2018), actriz serbia.
- Milena Dvorská, actriz checa.
- Milena Duchková, atleta checa.
- Milena Gaiga (n. 1964), exjugadora de hockey.
- Milena Govich (n. 1976), actriz estadounidense.
- Milena Jesenská, escritora, periodista y traductora checa.
- Milena Gimón, periodista deportiva venezolana.
- Milena Kaneva, productora y directora de cine.
- Milena Kitic (n. 1968), mezzo-soprano operática serboestadounidense.
- Milena "Mila" Kunis (n. 1983), actriz estadounidense-ucraniana.
- Milena Mayorga (n. 1976), exmodelo y concursante de concursos de belleza que representó a El Salvador en Miss Universo 1996.
- Milena Miconi, actriz, modelo y presentadora televisiva italiana.
- Milena Pavlović-Barili (1909–1945), pintora y poeta serbia.
- Milena Plebs, coreógrafa, bailarina y creadora de espectáculos de tango argentina.
- Milena Rašić (n. 1990), jugadora de voleibol serbia.
- Milena Reljin (n. 1967), gimnasta rítmica yugoslava.
- Milena Roucka, luchadora profesional costarricense de ascendencia canadiense.
- Milena Torres, cantante, animadora, actriz y modelo venezolana.
- Milena Busquets, escritora española.
- Milena Sánchez, tenista profesional argentina.
- Milena Slavova (n. 1966), cantante búlgara de punk-rock.
- Milena Toscano (n. 1984), actriz y modelo brasileña.
- Milena Venega (n. 1996), remera cubana.
- Milena Vukotić (1847–1923), Reina de Montenegro.
- Milena Vukotic (n. 1935), actriz italiana.
- Milena Nikolova "Milenita" (n. 1975), cantante búlgara de pop y jazz.